# Toxorhina (Ceratocheilus) yamma
Toxorhina (Ceratocheilus) yamma is een tweevleugelige uit de familie steltmuggen (Limoniidae). De soort komt voor in het Australaziatisch gebied.